# دون سكوت (منافس ألعاب قوى)
دون سكوت (بالإنجليزية: Donald Scott)‏ هو منافس ألعاب قوى أمريكي، ولد في 5 نوفمبر 1894 في جاكسون في الولايات المتحدة، وتوفي في 8 أكتوبر 1980 في سان أنطونيو في الولايات المتحدة.

## وصلات خارجية
- دون سكوت على موقع أوليمبيديا (الإنجليزية)